# Chiesa di Sant'Alò
La chiesa di Sant'Alò ("Sant'Eligio") è un edificio religioso di Terni.

## Storia e descrizione
Originariamente dedicata a san Pietro, sarebbe sorta, secondo la tradizione, su un tempio romano dedicato a Cibele. La costruzione romanica, dedicata a Eligio patrono di orefici e argentieri secondo il nome popolaresco derivato dalla pronuncia francese di "Éloi", venne compiuta nell'XI secolo e presenta una pianta basilicale divisa in tre navate separate da colonne e pilastri, con abside centrale e nicchie laterali. Inusuale è la copertura a botte delle navatelle e dell'arcone che precede l'abside.
Appartenne nel XVIII secolo all'Ordine dei Cavalieri di Malta e fu restaurata negli anni 1950.
All'esterno spiccano vari elementi romani di spoglio, in particolare due coppie di leoni, sia sulla scalinata d'ingresso che al piano superiore, dove dovevano decorare una sorta di pulpito esterno. La parte superiore della torre campanaria venne anche modificata e in parte demolita per unirla alla casa adiacente, dove fu la sede dei Cavalieri. 
Sulle pareti interne si trovano alcuni affreschi medievali, tra cui spicca una Crocifissione del XII secolo.